# سيزار ديلغادو (لاعب كرة قدم)
سيزار ديلغادو (بالإسبانية: Cesar Delgado)‏ هو لاعب كرة قدم مكسيكي في مركز حراسة المرمى، ولد في 16 يناير 1977 في غوادالاخارا في المكسيك. لعب مع سبورتينغ كانساس سيتي.

## وصلات خارجية
- سيزار ديلغادو (لاعب كرة قدم) على موقع الدوري الأمريكي (الإنجليزية)
- سيزار ديلغادو (لاعب كرة قدم) على موقع قاعدة بيانات كرة القدم.إي يو (الإنجليزية)